# David Zokoé
 (juillet 2021).
David Zokoé est un homme politique centrafricain.

## Carrière
Secrétaire d'État auprès du Ministère de l'Éducation nationale, chargé de l'Enseignement supérieur et de la Recherche scientifique et technique sous le gouvernement Patassé (décembre 1976-juillet 1978), il est ensuite ministre chargé de l'Enseignement supérieur et de la Recherche scientifique et technique au sein du gouvernement Maïdou (juillet 1978-septembre 1979).
Il est aussi en 1995 secrétaire d'État chargé de l'Éducation nationale dans le gouvernement  Koyambounou (avril 1995-juin 1996).